# والتر روسی
والتر روسی (انگلیسی: Walter Rossi; زاده ۱۲ ژوئیهٔ ۱۸۹۴ - درگذشته ۱۲ فوریهٔ ۱۹۷۸) ویرایشگر صدا اهل ایالات متحده آمریکا بود

## فیلم‌شناسی
- قطار سریع‌السیر فون راین (۱۹۶۵)
- ردا (۱۹۵۳)

## جوایز و افتخارات
- برنده جایزه اسکار بهترین جلوه‌های تصویری (۱۹۵۷) به خاطر فیلم The Enemy Below[۱]
- نامزد جایزه اسکار ویرایش صدا (۱۹۶۵) به خاطر فیلم قطار سریع‌السیر فون راین[۲]
- نامزد جایزه اسکار ویرایش صدا (۱۹۶۶) به خاطر فیلم سفر خارق‌العاده[۳]